# Clouddead
Clouddead (zapis stylizowany: cLOUDDEAD) – amerykańskie trio z Oakland w stanie Kalifornia
wykonujące hip-hop eksperymentalny.

## Skład zespołu
- Doseone (Adam Drucker)
- Why? (Yoni Wolf)
- Odd Nosdam (David Madson)

## Dyskografia

### Albumy
- cLOUDDEAD (2001)
- Ten (2004)

### EP
- Apt.A (1999)
- And All You Can Do Is Laugh. (1999)
- I Promise Never to Get Paint on My Glasses Again. (1999)
- JimmyBreeze (2000)
- (Cloud Dead Number Five) (2000)
- Bike (2000)
- The Peel Session (2001)
- The Sound of a Handshake (2002)
- Collaged at Mom's (Limited Edition Instrumentals) (2007)

### Single
- "Dead Dogs Two" (2004)